# Сусловка (Могилёвская область)
Су́словка (бел. Суслаўка) — деревня в составе Первомайского сельсовета Дрибинского района Могилёвской области Республики Беларусь.

## Население
- 1999 год — 73 человека
- 2010 год — 39 человек